# Club Deportivo de la Universidad Técnica de Cotopaxi
El Club Deportivo Universidad Técnica de Cotopaxi es un equipo de fútbol profesional de Latacunga, provincia de Cotopaxi, Ecuador. Fue fundado el 8 de agosto de 2007. Actualmente juega en la Segunda Categoría de Ecuador.
Está afiliado a la Asociación de Fútbol No Amateur de Cotopaxi.
Luego de una impresionante campaña, se coronó Campeón Ecuatoriano de Segunda División en el año 2009, lo que le permitió ascender al Fútbol Nacional de Primera Categoría Serie B.
Es el equipo de fútbol cotopaxense que más años ha participado en la Primera Categoría, ya que de manera interrumpida desde el 2010 hasta el 2014, militó en la Serie B, logrando con ello representar a la provincia de Cotopaxi durante 5 años consecutivos. El club tiene su origen en la Universidad Técnica de Cotopaxi, aunque actualmente es independiente de ella, conservando el nombre de la institución como un homenaje.

## Uniforme
- Uniforme titular: Camiseta roja con vivos azules y blancos, pantaloneta azul y medias azules.
- Uniforme Alternativo: Camiseta blanca con líneas roja y azul sobre el pecho, pantaloneta blanca y medias blancas.

El uniforme de la Universidad Técnica de Cotopaxi está inspirado directamente en los colores de la bandera de Cotopaxi.
El azul simboliza los peremnes cielos azules de la provincia de Cotopaxi y el rojo simboliza la pasión por el fútbol.

## Estadio
El Estadio La Cocha (oficialmente conocido como Estadio Municipal La Cocha) es un estadio de fútbol de Ecuador. Está ubicado en la avenida Luis de Anda y calle Panzaleos, de la ciudad de Latacunga. Su capacidad es de 15 000 espectadores, y es utilizado para competiciones de fútbol.
Fue inaugurado el 1 de abril de 1982, con la presencia del Presidente de la República, Oswaldo Hurtado Larrea. Posteriormente, el mandatario firmará como testigo de honor, el contrato de construcción del Coliseo Cubierto de Deportes de la ciudad de Latacunga.
En 2001, con apariencia renovada, en este estadio allí se jugó un solo partido de la primera ronda del Campeonato Sudamericano Sub-20 Ecuador 2001, entre las selecciones de Brasil y la del Perú.
En 2007, con apariencia renovada, en este estadio allí se jugaron dos partidos de la primera ronda del Campeonato Sudamericano Sub-17 Ecuador 2007, entre las selecciones de Ecuador (país anfitrión) y Bolivia, Brasil y Chile. También en este escenario deportivo se jugaron tres partidos de la ronda final del Campeonato Sudamericano Sub-17 de Ecuador de 2007, entre la de Ecuador (como anfitrión), Colombia, Argentina, Brasil, Perú y Venezuela.
En 2011, con apariencia renovada, También en este estadio allí se jugaron cuatro partidos de la primera ronda del Campeonato Sudamericano Sub-17 Ecuador 2011, entre las selecciones de Ecuador (país anfitrión) y Bolivia, Brasil, Argentina y Perú. También en este escenario deportivo se jugaron seis partidos de la ronda final del Campeonato Sudamericano Sub-17 de Ecuador de 2011, entre la de Ecuador (como anfitrión), Colombia, Brasil, Argentina y Paraguay.
El estadio también desempeña un importante papel en el fútbol local, ya que los clubes latacungueños como el Espoli de Quito (provisional), Deportivo Cotopaxi, Flamengo, Deportivo Saquisilí (provisional), Universidad Técnica de Cotopaxi, Ramón Barba Naranjo, ESPEL, Liga Deportiva Estudiantil, Latacunga Fútbol Club y Latacunga Sporting Club hacían y/o hacen de locales en este escenario deportivo.
Asimismo, este estadio es sede de distintos eventos deportivos a niveles provincial y local, así como escenario para varios eventos de tipo cultural, especialmente conciertos musicales (que también se realizan en el Coliseo Camilo Gallegos Domínguez de Latacunga).

## Palmarés

### Torneos nacionales
| Competición                      | Títulos | Subcampeonatos |
| -------------------------------- | ------- | -------------- |
| Segunda Categoría de Ecuador (1) | 2009.   |                |

### Torneos provinciales
| Competición                         | Títulos     | Subcampeonatos |
| ----------------------------------- | ----------- | -------------- |
| Segunda Categoría de Cotopaxi (2/2) | 2008, 2009. | 2015, 2016.    |